# Antonio Spolitano
Antonio Spolitano (Cirò, XIV secolo – Crotone, 1410) è stato un vescovo cattolico italiano.

## Biografia
Antonio Spolitano nacque a Crotone, in provincia e diocesi omonima, intorno al XIV secolo.
Ordinato presbitero in data ignota, venne ordinato vescovo di Crotone il 18 agosto 1402 da papa Bonifacio IX, prendendo possesso della diocesi il successivo 17 novembre.
Resse la diocesi crotonese per otto anni, fino alla morte avvenuta nel 1410.